# María Cristina García Cepeda
María Cristina Irina García-Cepeda García (Ciudad de México, 15 de agosto de 1946) es una promotora cultural y funcionaria pública mexicana. Se ha desarrollado en distintos cargos públicos. Fue secretaria de Cultura de México en 2017 y 2018 . En 2022 fue inhabilita para ocupar cargos públicos por 10 años por actos de corrupción.

## Trayectoria
De 1977 a 1982 fue subdirectora de Difusión y Relaciones Públicas del Instituto Nacional de Bellas Artes (INBA) y en ese año directora de los Centros Mexicanos del Libro en el Extranjero, en el Consejo Nacional de Fomento Educativo (CONAFE). De 1983-1985 fue directora de la Unidad de Divulgación Cultural de la Subsecretaría de Cultura, de la Secretaría de Educación Pública (SEP). En 1986 fue directora de Fomento Cultural y Relaciones Internacionales del Consejo Nacional de Recursos para la Atención de la Juventud (CREA). De 1988 a 1990 fue directora general del Festival Internacional Cervantino (FIC), de 1991 a 1994 fue secretaria ejecutiva del Fondo Nacional para la Cultura y las Artes (FONCA). y de 1994 a 2000, secretaria técnica del Consejo Nacional para la Cultura y las Artes (CONACULTA)
De 2000 a 2012 fue coordinadora ejecutiva del Fideicomiso para el Uso y Aprovechamiento del Auditorio Nacional, de 2012 a 2016 directora general del Instituto Nacional de Bellas Artes (INBA) y del 4 de enero de 2017 al 30 de noviembre de 2018 fue secretaria de Cultura de México, en sustitución de Rafael Tovar y de Teresa.
El 8 de noviembre de 2020 la Secretaría de la Función Pública la inhabilitó del servicio público por diez años y la multó con una suma de 20 millones de pesos por irregularidades durante su gestión relacionadas con el proyecto no realizado de un Museo de museos en la Ciudad de México. Esa misma noche, en un comunicado, la exfuncionaria federal, dijo que las sanciones impuestas por el Órgano Interno de Control (OIC) de la Secretaría de Cultura del Gobierno Federal son "notoriamente infundadas”.

## Premios y reconocimientos
- En noviembre de 2010 recibió la Condecoración de la Cruz de la Orden de Isabel la Católica, que otorga el Gobierno del Reino de España; en marzo de 2016,[12] la Universidad Autónoma de Nuevo León, le concedió el Premio flama, vida y mujer y en agosto de 2018,[13] el Gobierno de Puebla, le entregó La Clavis Palafoxiana,

### Cargos honoríficos
- Durante su trayectoria ha tenido distintos cargos honoríficos  como el de Prosecretaria del Consejo del Premio Nacional de Ciencias y Artes; Presidente Suplente y Vocal Propietaria de la Comisión Interna de Administración de Radio Educación; Presidente Suplente del Comité Técnico del Fondo para la Producción Cinematográfica de Calidad (Foprocine); Presidente Suplente y Vocal del Comité Técnico del Fideicomiso para el Uso y Aprovechamiento del Auditorio Nacional; Vocal de la Comisión Interna de Administración del Consejo Nacional para la Cultura y las Artes (Conaculta); y Vocal del Patronato del Festival Internacional Cervantino